# Tempelj v Garniju
Tempelj v Garniju (armensko: Գառնիի տաճար, Gaṙnii tačar, [ˈgɑrnii ˈtɑtʃɑʁ]) je edina stoječa grško-rimska kolonadna stavba v Armeniji in nekdanji Sovjetski zvezi. Zgrajena v jonskem redu v naselju Garni v Armeniji je najbolj znana zgradba in simbol predkrščanske Armenije.
Zgradbo je verjetno gradil kralj Tiridat I. v 1. stoletju našega štetja kot tempelj sončnemu bogu Mihru (božanstvo svetlobe neba in bog sonca v starodavni armenski mitologiji). Po prehodu Armenije v krščanstvo v začetku 4. stoletja je bil spremenjen v kraljevo poletno hišo Kosrovidukte, sestre Tiridata III. Po mnenju nekaterih učenjakov ni bil tempelj, ampak grobnica in je tako preživel uničenje poganskih struktur. Zrušil se je v potresu leta 1679. Ponovno zanimanje v 19. stoletju je povzročilo izkopavanja v začetku in sredi 20. stoletja ter njegovo obnovo med leti 1969 in 1975 z uporabo metode anastiloze. Je ena glavnih turističnih atrakcij v Armeniji in osrednje svetišče armenskega neopoganstva.

## Lega
Tempelj stoji na robu trikotne pečine, ki gleda na sotesko reke Azat in gorovje Gegham. Gre za del trdnjave Garni, ene najstarejših trdnjav v Armeniji , ki je bila strateško pomembna za obrambo večjih mest na Araratski planoti. Kot Gorneas se omenja v Tacitovih Ancals iz 1. stoletja . Stoji v naselju Garni v armenski provinci Kotajk in vključuje tempelj, rimske terme z delno ohranjenimi mozaičnimi tlemi z grškim napisom, kraljevo poletno palačo, cerkev sv. Siona iz 7. stoletja in druge manjše spomenike (npr. srednjeveški hačkarje).

## Zgodovina

### Ustanovitev
Natančen datum gradnje templja ni znan in je predmet razprav. Prevladujoče mnenje je, da je bil zgrajen leta 77, v času vladavine armenskega kralja Tiridata I. Datum so izračunali na podlagi grškega napisa, ki ga je umetnik Martiros Saryan odkril julija 1945 na pokopališču Garni, prinesen iz bližnjega vodnega mlina. Tiridatovo Sonce (Helios Tiridates) se imenuje po ustanovitelju templja . Sledeč sliki napisa, ki stoji danes v bližini templja, je besedilo rekonstrukcija zgodovinarja Ašota G. Abrahamiana , angleški prevod Jamesa R. Russella , alternativni prevod Poghos Ananian, kot ga navaja Vrej Nersessian.
| Slika | Grški tekst | Prevod | Alternativni prevod |
| ----- | --- | --- | --- |
|       | Ἣλιος Τιριδάτης [ὁ μέγας] μεγάλης Ἀρμενίας ἄνα[κτος] ὡς δεσπότης. Αἴκτισε ναΐ[διον] βασιλίσ[σ]α τὸν ἀνίκητον κασ[ιν ἐνι] αιτούς. Αι. Τῆς βασιλεί[ας αὐτου με[γαλείας]. Ὑπὸ ἐξουσίᾳ στεγάν[ου] λίτουργος τῷ μεγάλῳ σπ[ῆι εὔχεσθε] μετὰ ματήμι καὶ εὐχαρ[ιστίαν εὐχήν] τοῦ μαρτυρίου. | Tiridatovo Sonce iz Velike Armenije, gospodar kot despot, je zgradil tempelj za kraljico; nepremagljivi ... v enajstem letu svojega vladanja. ... Ali lahko duhovnik v veliko jamo (?) pod zametki (zaman) ( ?) priča priče in hvala. | Bog sonca Tiridates, nesporni kralj Velike Armenije, je zgradil tempelj in nepredstavljivo trdnjavo v enajstem letu svojega vladanja, ko je bil Mennieay hazarapet [poveljnik tisočaka] in Amateay je bil sparapet [poveljnik]. |

Večina učenjakov zdaj pripisuje napis Tiridatu I. Glede na to, da napis pravi, da je bil tempelj zgrajen v enajstem letu vladavine Tiridata I., je bil tempelj dokončan leta 77 našega štetja. Datum je vezan predvsem na obisk Tiridata I. v Rimu leta 66. našega štetja, kjer ga je okronal rimski cesar Neron. Za obnovo mesta Artaxata, ki ga je uničil rimski general Gnaeus Domitius Corbulo, je Neron dal Tiridatu 50 milijonov drahem in mu zagotovil rimske obrtnike. Po vrnitvi v Armenijo je Tiridat začel velik projekt obnove, ki je vključeval obnovo utrjenega mesta Garni. V tem obdobju se domneva, da je bil zgrajen tempelj. 
Tempelj običajno pripisujej bogu Mihru , bogu sonca v armenski mitologiji pod vplivom zaratustrstva in enakovreden Mitri. Tiridati so tako kot drugi armenski monarhi Mihra smatrali za svojega zavetnika. Nekateri učenjaki trdijo, da je glede na zgodovinski kontekst, med katerim je bil tempelj zgrajen, tj. po vrnitvi iz Rima kot kralj, naravno, da je Tiridat tempelj posvetil svojemu bogu zavetniku. Poleg tega so bile odkrite skulpture iz belega marmorja bikovskih kopit približno 20 metrov od templja, ki bi lahko bili ostanki skulpture boga Mihra, ki je bil pogosto prikazan v boju z bikom.

#### Možne teorije
Aršak Fetvadjian je tempelj opisal kot »zgradbo rimskega sloga za panteistični kult idola, ki je bil moden v dneh Arsakidov«. Leta 1950 je Kamilla Trever poročala, da se je v skladu z drugačno razlago obstoječe literature in dokazov, ki jih prinašajo kovanci, postavitev templja začela leta 115 našega štetja. Izgovor za njegovo gradnjo bi bila razglasitev rimske province Armenije, v templju pa bi bil nameščen Trajanov kip.
Alternativna teorija, ki jo je leta 1982 predlagal Richard D. Wilkinson, kaže, da je stavba grobnica, verjetno zgrajena okoli leta 175. Ta teorija temelji na primerjavi grško-rimskih zgradb zahodne Male Azije (npr. Spomenik Nereid, Mavzolej v Beleviju, Mavzolej v Halikarnasu), odkritje bližnjih grobov, ki segajo približno v tisti čas in odkritje nekaj marmornih kosov azijskega sarkofaga. Wilkinson poleg tega navaja, da ni neposrednih dokazov, ki bi strukturo povezovali z Mitro ali Mihrom, in da se grški napis, ki je bil pripisan Tiridatu I., verjetno nanaša na nekdanjo trdnjavo na mestu Garni in ne na kolonadno strukturo, ki se zdaj imenuje tempelj v Garniju. Opozarja tudi, da je malo verjetnosti, da bi poganski tempelj preživel uničenje med armenskim sprejetjem krščanstva v 4. stoletju, ko so bili porušeni vsi drugi takšni templji. Wilkinson namiguje, da je zgradba lahko grobnica, postavljena v čast enega od romaniziranih armenskih kraljev iz poznega 2. stoletja. 
James R. Russell meni, da je zgradba tempelj Mihra neutemeljen. Russell je tudi skeptičen, da se napis nanaša na tempelj.

### Krščansko obdobje
V začetku 4. stoletja, ko je armenski kralj Tiridat III. sprejel krščanstvo kot državno vero, so bila uničena praktično vsa znana poganska mesta čaščenja. Tempelj Garni je edina poganska, helenistična in grško-rimska struktura, ki je preživela množično uničenje. Še vedno ni znano, zakaj je bil tempelj oproščen uničenja, vendar filozof Grigor Tananyan trdi, da ga je njegov status 'umetniške mojstrovine' morda rešil pred uničenjem. Robert H. Hewsen je predlagal, da je bil razlog, da ni bil uničen, ker ni bil tempelj, temveč grobnica od Rima imenovanega kralja Armenije. Opozoril je tudi, da je bila v 7. stoletju zgrajena cerkev tik ob njem in ne na njenem mestu.
Mojses Korenaci je trdil, da je znotraj trdnjave Garni za Kosrovidukhto, sestro Tiridata III., zgrajena poletna hiša. Ker se je namen spremenil, je tempelj doživel nekaj sprememb. Žrtveni oltarji na zunanji strani templja in kultni kip v celi so bili odstranjeni. Odprtina v strehi je bila zaprta. Odstranjene so bile tudi kamnite konstrukcije za odstranjevanje vode s strehe, medtem ko so vhod templja preoblikovali in prilagodili bivanju.
Na stenah templja je vrsta arabskih grafitov, datiranih med 9. in 10. stoletjem. Na vhodni steni templja je tudi armenski napis. Leta 1291 ga je zapustila Garnijska princesa Košak, vnukinja Ivane Zakarjan (poveljnik gruzijsko-armenskih sil v zgodnjem 13. stoletju) in Košakin sin Amir Zakare. Govori o oprostitvi prebivalstva Garnija od davkov v obliki vina, koz in ovc. Simeon Aparan, pesnik in vzgojitelj, je zadnji zapisal o templju pred razpadom v svoji pesmi iz leta 1593 z naslovom »Ogorčenje na Trdatovem prestolu« («Ողբանք ի վերայ թախթին Տրդատայ թագաւորին»).

### Propad
Celotna kolonada templja se je podrla v uničujočem potresu 4. junija 1679 , katerega epicenter je bil, po mnenju mnogih učenjakov, v soteski Garnija. [48] Večina originalnih elementov je ostala raztresena na mestu, kar je omogočilo obnovo stavbe. Kar 80% originalnih zidanih in okrasnih frizov je bilo na mestu do konca 1960-ih.
Evropski popotniki so tempelj omenili v svojih delih že v 17. stoletju. Jean Chardin (1673, ki je pred potresom obiskal Armenijo) in James Morier (1810-ih) sta to napačno opisala prek lokalnih obveščevalcev, saj tega mesta dejansko nikoli nista obiskala. Po obisku Roberta Ker Porterja so domačini imenovali trdnjavo Tackt-i-Tiridate ('Tiridatov prestol' v perzijščini). Porter je tisto, kar je videl, opisal tako: »zmeden kup čudovitih fragmentov; stebri, arhitravi, kapiteli, frizi, vsi so se pomešali v porušen nered«. Še en Evropejec, ki je obiskal in dokumentiral ruševine templja, je bil DuBois de Montpereux, ki je trdnjavo označil za Takh Terdat. V svoji knjigi iz leta 1839 je predlagal načrt obnove.
- Risba Roberta Ker Porterja o soteski Garni (objavljena leta 1821).  Ruševine templja so vidne na pomolu na levi strani.
- Porter je narisal ruševine templja
- Razvaline templja v začetku 20. stoletja (objavljeno leta 1918)
- Toros Toramanian, ki sedi na delu pedimenta

### Rekonstrukcija
Prvi znani predlog za rekonstrukcijo templja je podal arheolog Aleksej Uvarov na petem vseruskem arheološkem kongresu leta 1880. Predlagal je, da se njegovi kamni preselijo v Tiflis (v Gruziji) in tam rekonstruirajo po načrtu de Montpereuxa. Lori Katčadourijan je predlagal, da bi lahko načrt »razumeli kot poskus sooblikovanja armenske rimske preteklosti v slavo Rusije s preselitvijo njenega najbolj ikoničnega spomenika v najbližje upravno središče«. Guverner Erevana, ki navaja tehnično težave, ni izvedel načrta.
V naslednjih desetletjih so tempelj proučevali učenjaki, kot so Nikoghajos Buniatjan, Babken Arakeljan in Nikolaj Tokarskij. V letih 1909–11 med izkopavanjem, ki ga je vodil Nicholas Marr, niso bile odkrite ruševine templja. Buniatjan si je prizadeval za obnovo templja v 1930-ih.
Leta 1949 je Armenska akademija znanosti začela večja izkopavanja lokacije trdnjave Garni, ki jih je vodil Babken Arakeljan. Arhitekturni zgodovinar Aleksander Sahinijan se je osredotočil na sam tempelj. Načrt obnove templja je sovjetska armenska vlada potrdila šele skoraj dvajset let pozneje, 10. decembra 1968. Skupina, ki jo je vodil Sahinijan, je začela obnovitvena dela januarja 1969. Dokončana so bila do leta 1975 , skoraj 300 let po tem, ko je bil porušen v potresu. Tempelj je bil skoraj v celoti obnovljen z uporabo originalnih kamnov, razen manjkajočih kosov, ki so bili napolnjeni s slepimi kamni, ki naj bi bili zlahka prepoznavni. Leta 1978 je bil nedaleč od templja postavljen spomenik, posvečen Sahinjanu.

## Arhitektura
- Tloris
- Pogled spredaj
- Pogled od strani

### Pregled
Tempelj sledi slogu klasične starogrške arhitekture, ki se je začel razvijati v 7. stoletju pred našim štetjem.  Učenjaki so strukturo različno označevali kot grško, rimsko ali grško-rimsko in jo običajno povezovali s helenistično umetnostjo, pogosto so opozorili na njene značilnosti in lokalni armenski vpliv: Nekateri učenjaki so poudarili armenski vpliv na njegovo arhitekturo in ga poimenovali 'armensko-helenski' (sahinski), drugi pa so to stališče popolnoma zavrnili in ga imenovali »tuje strukture na armenskih tleh«. Toros Toramanian je na primer poudaril posebnost templja kot stavbe v rimskem slogu na Armenskem višavju in »pripomnil, da stavba v Garniju v bistvu ni vplivala na sodobno ali kasnejšo armensko arhitekturo«. Po drugi strani jo Sahinijan imenuje »produkt arhitekturno-konstrukcijske umetnosti helenističnega obdobja«, ki v celoti spominja na urartski tempelj Musasir iz 9. stoletja pred našim štetjem. 
Tempelj je peripter (tempelj, obdan s portikom s stebri), zgrajen na povišanem podiju. Zgrajen je iz sivega bazalta iz lokalnega kamnoloma. Tempelj sestavljata portik (pronaos) in cela (naos). Tempelj je podprt s štiriindvajsetimi 6,54 m visokimi stebri jonskega reda: šest spredaj in zadaj in osem na straneh (vogalni stebri so navedeni dvakrat). Na podlagi primerjalne analize je Sahinijan predlagal, da stebri templja Garni izvirajo iz Male Azije. 

### Zunanjost
Trikotni pediment prikazuje skulpture rastlin in geometrijske figure. Stopnišče ima devet nenavadno visokih stopnic - 30 centimetrov visokih, približno dvakrat več od povprečne višine stopnic. Tananjan predlaga, da nenavadno visoke stopnice prisilijo človeka ko se vzpne po stopnišču, da se počuti ponižano in se fizično potrudi, da pride do oltarja. Na obeh straneh stopnišča sta približno kvadratna podstavka. Atlant, grški mitološki Titan, ki je držal zemljo, je izrezan na obeh podstavkih na način, ki na videz poskuša držati celoten tempelj na svojih ramenih. Domnevajo, da sta prvotno podstavka držali oltarje (žrtvene mize). [68]
Zunanjost templja je bogato okrašena. Friz prikazuje neprekinjeno akantovo linijo. Poleg tega so okraski na kapitelih, arhitravu in sofitu. Kamni v sprednjem vogalu imajo štrleče skulpture levjih glav. Odlomek arhitrava z levjo glavo je J. Buchan Telfer odstranil v poznem 19. stoletju in ga leta 1907 izaročil Britanskemu muzeju.
- Fragment friza

### Cela
Cela templja je visoka 7,132 m, dolga 7,98 m in široka 5,05 m. V celo je šlo lahko do 20 ljudi. Zaradi sorazmerno majhne velikosti cele menijo, da je kip nekoč stal v notranjosti, obredi pa so se izvajali zunaj. Cela je osvetljena iz dveh virov: nesorazmerno velik vhod 2,29 x 4,68 m in odprtina v strehi 1,74 x 1,26 m.

## Trenutno stanje in uporaba

### Turistična zanimivost
Tempelj je najpomembnejša zgradba v Armeniji iz predkrščanskega obdobja in je postal simbol te dobe. Poleg tega je edina stoječa grško-rimska stavba v Armeniji in nekdanji Sovjetski zvezi. Postala je turistična točka še pred obnovo v 1970-ih. Danes je skupaj z bližnjim srednjeveškim samostanom Geghard ena od glavnih turističnih znamenitosti v Armeniji. Večina ljudi, ki obišče Garni, obišče tudi Geghard. Leta 2013 je tempelj obiskalo približno 200.000 ljudi.

### Zaščita
Tempelj in trdnjava sta del zaščitenega območja Zgodovinski in kulturni muzej Garni (armensko: «Գառնի» պատմա-մշակութային արգելոց-թանգարան), ki zaseda 3,5 hektarja in ga nadzira Služba za varstvo zgodovinskega okolja in zaščito kulturnega muzeja, agencija pri Armenskem ministrstvu za kulturo. Seznam neopredmetenih zgodovinskih in kulturnih spomenikov, ki jih je odobrila armenska vlada, vključuje 11 predmetov na tem območju. 
V raziskavi iz leta 2006 je stanje ohranjenosti Garnija več kot tri četrtine obiskovalcev ocenilo kot "dobro" ali "zelo dobro". UNESCO je leta 2011 podelil Mednarodno nagrado Melini Mercouri za varovanje in upravljanje kulturnih krajin za »ukrepe, sprejete za ohranitev kulturnih ostankov, poudarek pa je bil na prizadevanjih za tolmačenje in odpiranje mesta za nacionalne in mednarodne obiskovalce.« 
25. septembra 2014 je Maksim Nikitenko, ruski turist, tempelj oplazil z razpršilcem, s poslikavo В мире идол ничто (dobesedno v prevodu 'Na svetu idol ni nič').  Napis so očistili nekaj dni kasneje. Armenska državna služba za zaščito zgodovinskih in kulturnih spomenikov je februarja 2015 proti Nikitenku vložila civilno tožbo, v kateri je agencija zahtevala 839.390 AMD (~ 1.760 USD) za povrnitev škode, ki je nastala zaradi vandalizma. V odločbi iz aprila 2015 je sodišče province Kotajk razsodilo, da so Nikitenka zaprli za dva meseca in mu izrekli zahtevani znesek.

### Neopogansko svetišče
Od leta 1990 je bil tempelj osrednje svetišče majhnega števila privržencev armenskega neopoganstva (blizu zaratustrstva), ki imajo v templju letne slovesnosti, zlasti 21. marca - pogansko novo leto. Na ta dan, ki sovpada z Nauruzom, iranskim novim letom, armenski neopogani praznujejo rojstni dan boga ognja, Vahagna. Praznovanja neopoganov potekajo tudi med poletnim festivalom vardavar, ki ima predkrščanski (poganski) izvor. 

### Dogodki
Trg pred templjem je prizorišče občasnih koncertov. Leta 1985 so v templju posneli sovjetski televizijski glasbeni festival Pesnya goda ("Pesem leta").
Drugi koncert je bil v bližini templja 2. julija 2004 z Narodnim komornim orkestrom Armenije, dirigiral pa ga je Aram Gharabekjan. Orkester je igral dela Arama Hačaturjana, Komitasa, Edvarda Mirzoyana, Straussa, Mozarta in drugih skladateljev.
6. maja 2019 je Acid Pauli pred templjem izvedel koncert elektronske glasbe v živo.
Bakla prvih pan-armenskih iger je bila prižgana v bližini templja 28. avgusta 1999.

### Upodobitve
Tempelj je bil upodobljen na hrbtni strani bankovca s 5000 drahem, ki je bil v uporabi med letoma 1995 in 2005.